# Don Juan (Molière)
Don Juan (Originaltitel: Dom Juan ou le Festin de pierre = Don Juan oder das steinerne Gastmahl) ist eine Komödie in fünf Akten des französischen Dichters Molière (1622–1673). Sie beruht auf dem Stück El Burlador de Sevilla y convidado de piedra (Der Verführer von Sevilla und der steinerne Gast) von Tirso de Molina. Die Erstaufführung fand am 15. Februar 1665 im Théâtre du Palais-Royal statt. Der Titel des Stückes wird im französischen Original mit einem „m“ geschrieben (Dom Juan); „Don“ mit einem „n“ ist ein spanischer Ehrentitel; mit „m“ schreibt sich das portugiesische Pendant.

## Zusammenfassung
Don Juan, ein umtriebiger junger Adliger und Gotteslästerer mit ausschweifendem Lebensstil, lebt mit seinem treuen Diener Sganarelle auf Sizilien, wo er zahlreiche Liebeseroberungen macht und junge Adelige genauso erfolgreich verführt wie einfache Mägde. Ihn interessiert ausschließlich die Eroberung der jungen Herzen, denen er, nachdem er ihrer habhaft wurde, ebenso schnell wieder den Rücken kehrt, selbst wenn er das Objekt seiner Begierde hat ehelichen müssen. Als besonders harte Nuss stellt sich lediglich Donna Elvira dar, die er aus einem Kloster entführt, um sie zu heiraten. Nachdem er auch sie hat fallen lassen, kreuzen ihre beiden Brüder auf Sizilien auf, um die Kränkung ihrer Familie zu rächen.
Im Umgang mit seinen eigenen Angehörigen zeigt Don Juan sich eher süffisant bis herablassend, vor allem der frommen christlichen Lebensart seines Vaters Don Luis begegnet er mit Zynismus. Don Juans Eroberungen bringen ihm etliche Feindschaften und manches Duell, aus denen er stets standhaft hervorgeht. Er liebt Herausforderungen, bis zu dieser seiner letzten: dem Essen mit dem Standbild des Komturs, den Don Juan zuvor getötet hatte, und der ihn nun in das Feuer der Hölle bringen wird.

## Handlung
I. Akt
Palast. Nach ein paar anerkennenden Worten über den Schnupftabak spricht Sganarelle mit Guzman, dem Diener von Donna Elvira. Ihre Hauptsorge gilt dem plötzlichen Weggang ihres Mannes Don Juan. Für Guzman zeichnet Sganarelle ein schreckliches Porträt seines Herrn als eines wankelmütigen, zynischen Ungläubigen, dem Frauen misstrauen sollten. Guzman geht und Don Juan kommt herein, um mit Sganarelle über das Thema Ehe und Liebesunbeständigkeit zu diskutieren, bevor er verrät, dass er sich verliebt hat und eine neue Person im Auge hat – eine junge zukünftige Braut. Er will sie während eines Bootsausfluges entführen. Dann kommt Donna Elvira herein und fordert Dom Juan auf, die Gründe für seinen plötzlichen Abgang zu erklären. Seine Antwort macht sie wütend.

II. Akt
Weiler am Meer. Bauer Pierrot erzählt seiner Braut Charlotte die Rettung von Don Juan und Sganarelle, nachdem diese in den See gefallen waren, als ihr Boot kenterte. Pierrot geht und Don Juan und Sganarelle erscheinen. Don Juan sagt Charlotte, dass er in sie verliebt ist und überredet sie, ihn zu heiraten. Als er Charlotte die Hand küssen will, kehrt Pierrot zurück. Er will eingreifen, wird aber von Don Juan verprügelt und greift ein. Dann erscheint Mathurine, eine weitere Frau, der Don Juan nach seiner Rettung versprochen hatte, sie zu heiraten. Beide Frauen verlangen eine Erklärung. Don Juan lässt jede Frau im Glauben, dass zwischen ihm und ihr alles in Ordnung sei. Ein Mann kommt mit der Nachricht herein, dass Don Juan in Gefahr sei – zwölf Männer zu Pferd suchen nach ihm. Don Juan befiehlt Sganarelle, mit ihm die Kleider zu tauschen und entflieht.

III. Akt
Wald. Don Juan und Sganarelle verirren sich. Sie treffen auf einen Bettler und fragen ihn nach dem Weg aus dem Wald. Als Don Juan erfährt, dass der Arme religiös ist, bietet er ihm ein Goldstück an, wenn er über Gott flucht. Der Arme weigert sich und erhält von Don Juan das Goldstück „aus Liebe zur Menschheit“. Dann sieht Don Juan einen Mann, der von drei Räubern angegriffen wird. Er eilt ihm zu Hilfe. Es stellt sich heraus, dass es sich bei dem Herrn um Don Carlos handelt, einen Bruder von Donna Elvira. Er und sein Bruder Don Alonso suchen nach Don Juan, um ihre verführte Schwester zu rächen. Don Juan gibt seine Identität nicht preis. Er bietet an, Don Juan, den er gut kenne, eine Aufforderung zum Duell zu überbringen. Don Alonso kommt. Er erkennt Don Juan und fordert sofortige Rache. Aus Dankbarkeit überredet Don Carlos seinen Bruder Don Alonso, seine Rache aufzuschieben. Die Brüder gehen. Don Juan und Sganarelle kommen an das Grab des Komturs, eines Mannes, der von Don Juan getötet wurde. Er befiehlt Sganarelle, die Statue des Komturs zum Abendessen einzuladen. Die Steinstatue nickt zustimmend.

IV. Akt
Zimmer. Don Juan will zu Abend essen, wird jedoch von einer Reihe unangekündigter Besucher unterbrochen. Zuerst kommt der Gläubiger Monsieur Dimanche, ein Kaufmann, den Don Juan mit vielen Komplimenten besänftigt und verwirrt, bis dieser von Sganarelle hinausgebracht wird. Don Juans Vater Don Louis trifft ein. Er schimpft mit Don Juan und geht dann wütend vor Verachtung. Donna Elvira tritt ein, nicht mehr wütend, sondern mit liebevoller, ehelicher Gesinnung, um ihren Mann vor dem Zorn des Himmels zu warnen. Sie versucht vergeblich, Don Juan zur Reue für seine Sünden zu bewegen. Schließlich sitzen Don Juan und Sganarelle beim Abendessen, als die Statue des Komturs erscheint. Der Komtur lädt ihn ein, am nächsten Tag mit ihm zu speisen. Don Juan willigt ein.

V. Akt

Stadt. Don Juan heuchelt seinem Vater, dass der Himmel ihn verändert hat und dass er seinen bösen Taten abgeschworen hat. Don Louis ist froh, diese Neuigkeiten von seinem Sohn zu hören und geht. Dann erscheint Don Carlos. Auch gegenüber ihm heuchelt Don Juan. Der Himmel wolle nicht, dass er zu seiner Frau zurückkehre. Wütend kündigt Don Carlos an, ihn zum Duell zu fordern. Ein Gespenst scheint Dom Juan eine letzte Gelegenheit zu bieten, seine Sünden zu bereuen. Don Juan zieht sein Schwert. Das Gespenst entschwindet. Die Statue des Komturs kommt herein und erinnert Don Juan an sein Versprechen, mit ihm zu speisen. Als Don Juan der Statue die Hand reicht spricht diese „wer des Himmels Gnade verschmäht, den treffen seine Blitze“. Die Erde öffnet sich und verschluckt unter Donner und Blitzen Don Juan. Zurück bleibt Sganarelle, der feststellt, dass nun jeder seinen Lohn bekommen habe, außer ihm. 

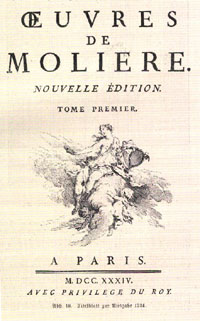
Molières Werke, 1734

## Charakterzüge des Don Juan
Don Juan ist zu gleichen Teilen Verführer, Atheist und Freigeist.

### Don Juan, der maßlose Grenzenübertreter
Man kann in Don Juan den Archetyp der Maßlosigkeit sehen, der sich über sämtliche tradierten Normen hinwegsetzt und dadurch die geltenden Werte und Ideale in Frage stellt. Als junger, hübscher Adeliger legt er eine (für die damalige Zeit) unvorstellbare Frechheit an den Tag. Geschickt bedient er sich der Ironie und des Sarkasmus, der Flegelhaftigkeit und Beleidigung, der Unehrerbietigkeit und Respektlosigkeit.
Don Juan übertritt sowohl religiöse als auch gesellschaftliche Sitten und Werte seiner Zeit: Er verführt die Frauen, respektiert das Sakrament der Ehe nicht, auch bereits Verlobte (vgl. die Szene mit Charlotte und Pierrot) zieht er in seinen Bann, und Donna Elvira wird von ihm aus einem Kloster entführt. Während großer Passagen des Stückes ist er auf der Flucht vor gekränkten Damen und deren Angehörigen. Auch den Verhaltensformen, die ihm aufgrund seiner adeligen Herkunft in die Wiege gelegt sind und die ihm sein Vater (Don Luis) nahebringen will, widersetzt er sich vehement.

### Don Juan, der Andersdenkende
Don Juan ist ein Freigeist, der sich nicht durch Vorschriften der Religion einengen lassen will. Sein „Glaubensbekenntnis“ beschränkt sich darauf, dass „zwei und zwei vier sind“ (deux et deux sont quatre), und er wird sich auch im Tod nicht untreu. Bis zuletzt bleibt er wegen dieser Ansicht ein gesellschaftlicher Außenseiter.
Pragmatismus und Exploration kennzeichnen Don Juan, der bereit ist, sich immer wieder in neue, schwer einzuschätzende Situationen zu begeben und die dort auftretenden Probleme zu meistern.
In der Szene mit dem Bettler (3. Akt, 2. Szene) versucht Don Juan erfolglos den frommen Bettler zum Fluchen zu verführen. Schließlich gibt er ihm angesichts der offensichtlich nicht existenten göttlichen Hilfe aus „Liebe zur Menschheit“ ein Almosen.

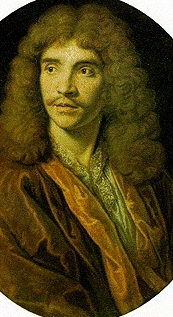
Molière, Autor von Dom Juan ou
le Festin de Pierre

## Das Ende des Don Juan
In der vorletzten Szene (5. Akt, 5. Szene) tritt ein Gespenst auf, in dem Sganarelle ein Zeichen des Himmels sieht: O Herr, es ist der Himmel, der zu Ihnen spricht – er gibt Ihnen ein Zeichen.
Trotz der Aufforderung des Gespenstes (Don Juan ist nur noch ein Augenblick vergönnt, der himmlischen Barmherzigkeit teilhaftig zu werden, und wenn er nicht alsbald bereut, ist sein Untergang beschlossen) zeigt sich Don Juan zynisch, spottend, anmaßend-selbstbewusst, herausfordernd, ohne jegliche Furcht und unnachgiebig (Nein, es soll nicht heißen, dass ich imstande wäre zu bereuen, geschehe, was da will!), ganz im Gegensatz zu Sganarelle.

In der letzten Szene (5. Akt, 6. Szene) treffen beide auf das Standbild des Komturs, das Don Juan wegen seines Versprechens, mit ihm zu speisen, aufhält: Don Juan, das Verharren in der Sünde führt zu einem grauenhaften Tode. Und wer die Gnade des Himmels verschmäht, den treffen seine Blitze. Auf diese Worte des Komturs hin spaltet sich die Erde unter Donner und Blitz. Zusammen mit dem Komtur versinkt Don Juan in der flammenden Tiefe, nach seinen letzten Worten: O Himmel! Wie wird mir? Ein unsichtbares Feuer verbrennt mich. Ich kann nicht mehr! Mein ganzer Körper wird ein flammender Scheiterhaufen! Ach!

Zurück bleibt der verzweifelte Sganarelle, der sich allein als den Unglücklichen und Unzufriedenen sieht und jämmerlich klagt: Mein Lohn, mein Lohn!

## Bedeutung des Untertitels
Der vollständige Titel des Stücks von Tirso de Molina, das Molière als Vorlage diente, lautete El Burlador de Sevilla y combibado de pietra. El combibado de pietra wäre zu übersetzen mit "der steinerne Gast" und bezeichnet den Komtur. Es wurde aber durch ein Missverständnis im Französischen zu Le Festin de Pierre ("das steinerne Gastmahl"), einem Stück, das die italienische Schauspielertruppe Comédiens Italiens 1658 in Paris aufführte und das außerordentlich erfolgreich war. Der einmal eingeführte Titel wurde von weiteren Autoren beibehalten.

## Bearbeitungen (Auswahl)
- 1965: Dom Juan ou le Festin de Pierre, französischer Fernsehfilm von Marcel Bluwal, mit Michel Piccoli und Claude Brasseur
- 1967: Don Juan oder Der steinerne Gast, Hörspielbearbeitung des ORF Oberösterreich, Regie: Ferry Bauer, u. a. mit Ulla Dumphart, Hubert Mann, Maria Falkenhagen, Peter Uray und Ernst Zeller
- 1998: Dom Juan, französischer Film von Jacques Weber und Michel Boujenah

## Ausgaben (Auswahl)
- Molière: Le Festin de Pierre, Amsterdam, Wetstein (1683); Erstausgabe als Einzelausgabe
- Molière: Dom Juan (Classiques Larousse), Paris, Larousse (1998)
- Molière: Dom Juan (Édition avec dossier), Paris, Flammarion (2023)